# 前山駅
前山駅（まえやまえき）は、秋田県北秋田市前山字綱前（つなまえ）にある、東日本旅客鉄道（JR東日本）奥羽本線の駅である。

## 歴史
- 1929年（昭和4年）8月27日：北秋田郡七座村に前山信号場として開設[2][3]。
- 1946年（昭和21年）4月10日：仮乗降場ないし臨時乗降所に昇格[新聞 1]。
- 1951年（昭和26年）3月1日：駅に昇格。前山駅開業[4]。
- 1967年（昭和42年）4月1日：貨物取扱廃止[3]。
- 1971年（昭和46年）10月1日：荷物扱いを廃止[5]。無人化[6][新聞 2][新聞 3]。ただし、翌年3月31日までは（日曜・祝日を除く）6時から15時半まで旅客扱い要員を1名配置する[新聞 4]。
- 1987年（昭和62年）4月1日：国鉄分割民営化により、JR東日本の駅となる[3]。
- 2008年（平成20年）：駅舎改築[2]。
- 2018年（平成30年）12月1日：大館駅の業務委託化に伴い、東能代駅に管理駅が変更となる。
- 2024年（令和6年）10月1日：えきねっとQチケのサービスを開始[1][報道 1]。

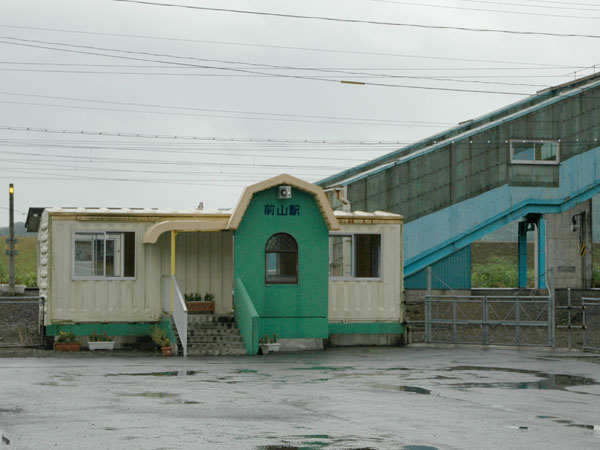
旧駅舎（2004年8月）

## 駅構造
相対式ホーム2面2線を有する地上駅である。互いのホームは跨線橋で連絡している。
東能代駅管理の無人駅である。

### のりば
| 番線 | 路線      | 方向 | 行先             |
| ---- | --------- | ---- | ---------------- |
| 1    | ■奥羽本線 | 下り | 鷹ノ巣・青森方面 |
| 2    | ■奥羽本線 | 上り | 東能代・秋田方面 |

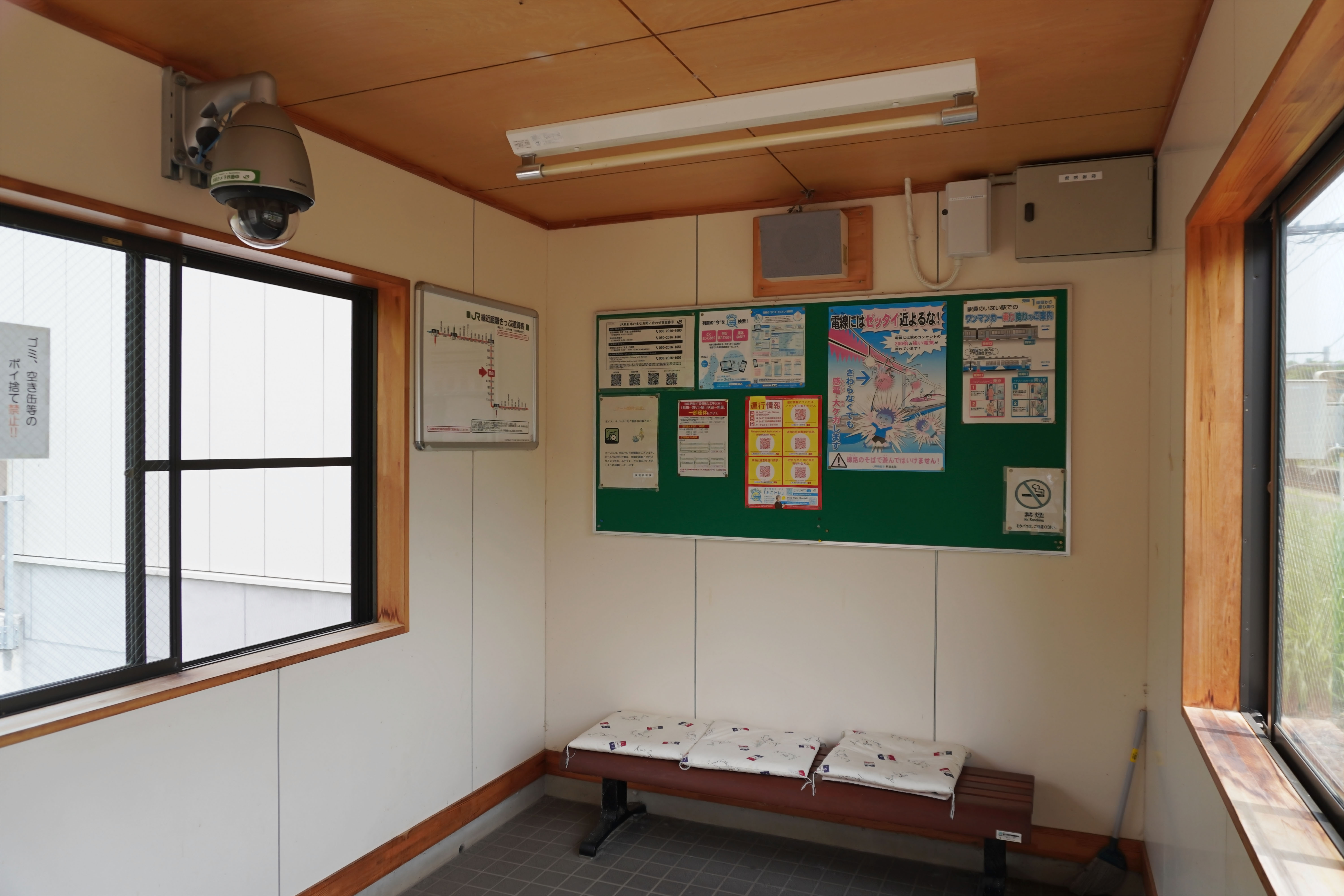
駅舎内（2024年6月）
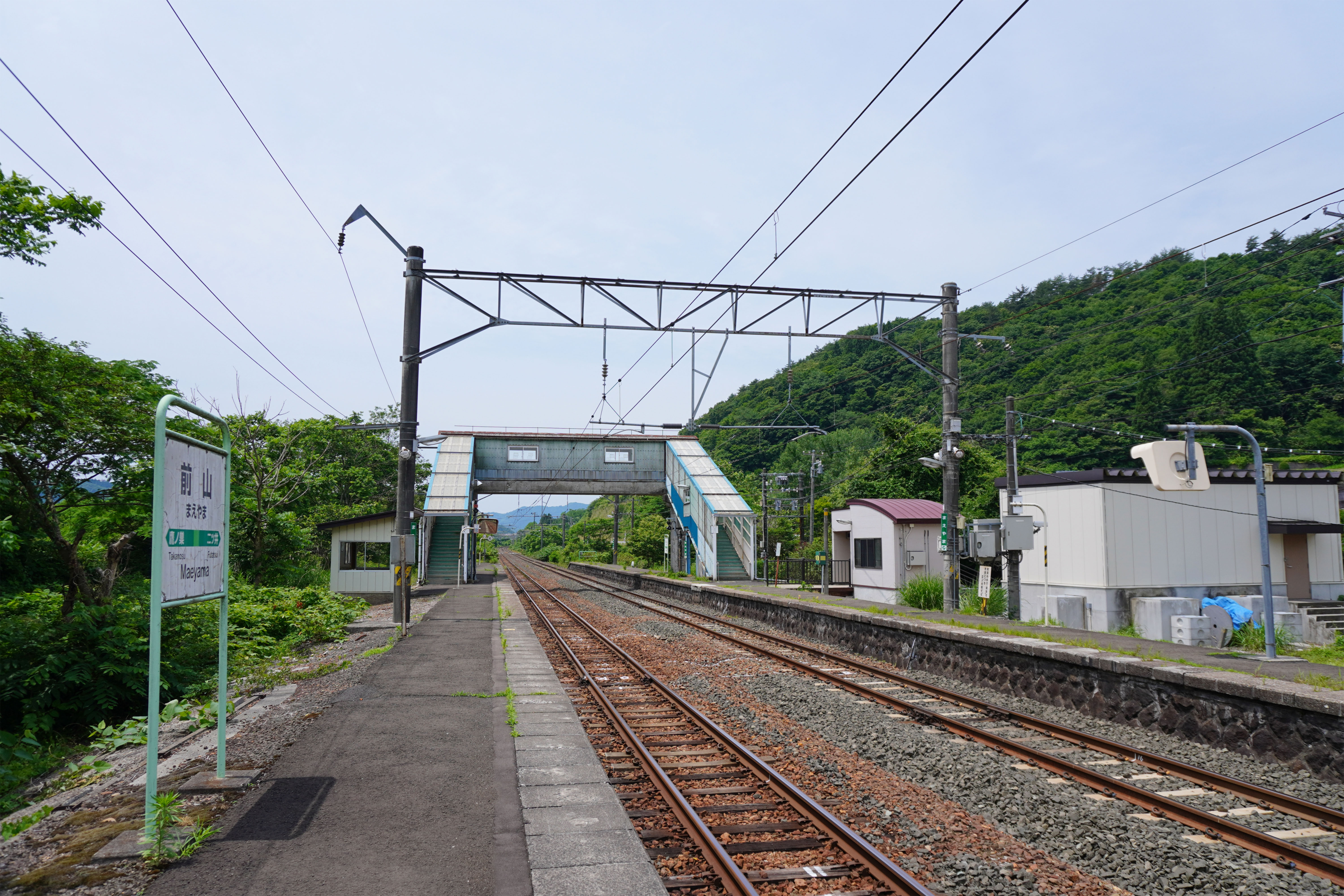
ホーム（2024年6月）

## 駅周辺
駅の南側を米代川が流れ、駅の北側を国道7号が走る。駅の西側に今泉の集落が、駅の北東側に前山の集落があり、今泉には七座郵便局がある。駅の西側の今泉交差点で国道7号から秋田県道325号大館能代空港西線が南側に分かれ、米代川を翔鷹大橋で渡っている。

## バス路線
「前山駅前」停留所にて、秋北バスが運行する路線バスが発着する。
- 鷹巣方面（鷹巣駅・イオンタウン鷹巣）
- 薬師山スキー場入口方面

## 隣の駅
東日本旅客鉄道（JR東日本）
■奥羽本線
□快速
通過
■普通
二ツ井駅 - 前山駅 - 鷹ノ巣駅

### 報道発表資料
1. ↑  『Suicaエリア外もチケットレスで! 東北エリアから「えきねっとQチケ」がはじまります』（PDF）（プレスリリース）東日本旅客鉄道、2024年7月11日。オリジナルの2024年7月11日時点におけるアーカイブ。2024年8月6日閲覧。

### 新聞記事
1. ↑  読売新聞昭和21年3月20日秋田版
2. ↑  「無人駅 奥羽本線・前山駅」『秋田魁新報』秋田魁新報社、1975年9月9日、夕刊、3面。
3. ↑  「陳情攻勢で“無人化”が後退 秋鉄局 日中だけ駅員配置 ただし本年度いっぱい」『秋田魁新報』秋田魁新報社、1971年9月29日、朝刊、12面。
4. ↑  「営業体制近代化」『交通新聞』交通協力会、1971年10月5日、1面。